# Félix Viscarret
Félix Viscarret (Pamplona, 1975) es un director de cine y televisión español.

## Trayectoria
Se licenció en Audiovisuales en la Universidad Complutense de Madrid y se marchó a Estados Unidos con una beca a cursar estudios de postgrado en cine en la Universidad William Paterson de Nueva Jersey. Allí realizó, como trabajo de fin de curso, su primer cortometraje, Dreamers (1999), con el que ganó el premio al mejor cortometraje en el Festival de Alcalá y obtuvo una mención especial de honor en la sección de cortometrajes Panorama del Festival Internacional de Cine de Berlín. También ganó con este trabajo el primer premio del Festival Nacional de Cine de Hunter College de Nueva York (1998) en el que participan todas las escuelas de cine de los Estados Unidos, y sobresalió también en el Festival de Gijón.
En 2007 dirigió su primer largometraje Bajo las estrellas, basado en la narración El trompetista de Utopía de Fernando Aramburu y producida por Fernando Trueba, con el que ganó un Goya al mejor guion adaptado y la Biznaga de Oro el Festival de Málaga.
Ha trabajado también para televisión dirigiendo algunos episodios de Hispania, la leyenda (2011) y Marco (2012). En 2016 se marchó a La Habana, donde rodó la película Vientos de La Habana y la posterior miniserie para la cadena Netflix Cuatro estaciones en La Habana, ambas protagonizadas por Jorge Perugorría. En 2017 dirigió el documental Saura(s) sobre el cineasta Carlos Saura.  En 2020 se estrenó la versión televisiva para HBO de la novela de Fernando Aramburu Patria, de la que dirigió cuatro episodios y el director argentino Pablo Trapero, los otros cuatro. La serie se llevó cuatro premios Platino en 2021, uno de ellos a la mejor serie.
En 2022, rodó dos películas: No mires a los ojos, una adaptación de la novela de Juan José Millas, y Una vida no tan simple, con guion propio.

## Filmografía

### Cine
- Dreamers (cortometraje, 1999)
- Canciones de invierno (cortometraje, 2004)
- El álbum blanco (2005)
- Los que sueñan despiertos (2005)
- Bajo las estrellas (2007)
- El Canto del Loco - Personas: la película (2008)
- Vientos de La Habana (2016)
- Saura(s) (2017)
- No mires a los ojos (2022)
- Una vida no tan simple (2023)

### Televisión
- Hispania, la leyenda (4 episodios) (2011)
- Marco (2 episodios) (2011-2012)
- Cuatro estaciones en La Habana (4 episodios) (2016)
- Patria (4 episodios) (2020)
- Galgos (6 episodios) (2024)